# Peek-A-Boo Records
Peek-A-Boo Records  es una compañía discográfica independiente estadounidense fundada en 1995 por Travis Higdon, discográfica la cual es conocida debido a que esta ha hecho algunos materiales para el grupo estadounidense de rock Spoon.

## Algunos artistas de la discográfica
- Drake Tungsten
- Golden Millennium
- Knife in the Water
- Peel
- Spoon